# Avenida Vice
La avenida Vice es una de las principales avenidas ubicada en la ciudad de Piura. Se extiende de norte a este sur en el distrito de Piura.

## Recorrido
La avenida comienza en el cruce con la avenida Josemaría Escrivá, al lado del campus de la Universidad de Piura. Posteriormente, la avenida cruza las avenidas José E. Aguilar Santisteban, Andrés Avelino Cáceres, Sánchez Cerro, el jirón La Arena hasta llegar a la intersección con la avenida Miguel Grau. Finalmente, la avenida termina dos cuadras después en el cruce con la calle 5, ubicándose el parque San José.
En el recorrido que comprende desde el cruce de la avenida Andrés Avelino Cáceres hasta llegar a Sánchez Cerro, se encuentra la sede de la Universidad Tecnológica del Perú y el centro comercial Real Plaza.